# 2,5D textilie
2,5D textilie je označení pro plošné textilní útvary, které jsou v odborných publikacích v několika variantách velmi rozdílně definovány. Jejich použití je známé asi od 90. let 20. století zejména jako výztuž kompozitů.
Patří k nim například:
- 2,5D geometrii mají textilie s nepatrnými vyvýšeninami nad povrchovou plochu. Z těch se mohou s pomocí tvarování, řasení nebo shlukování tvořit trojrozměrné útvary nebo nopky[1]
- 2,5 textilie sestává z několika vrstev tkanin vzájemně propojených jak v podélném směru, tak i do šířky. Každou vrstvu protkává několik systémů útků, zatímco několik osnovních nití je postupně protkáváno útky z dalších vrstev tkanin. Tkanina se snadněji deformuje a absorbuje velké množství energie. Používá se zejména na zpevnění kompozitů pro astronautiku a ochranu proti nárazům (i střelám).[2]
- Za 2,5D pleteninu je považována distanční osnovní pletenina s celkovou tloušťkou 3 mm. Pletenina se má používat na zpevnění kompozitů.[3]
- Distanční tkanina sestávající ze tří vrstev: Dvě dvourozměrné tkaniny (2D) jsou spojeny jednorozměrnou nití (1D), což dává: 2D + 2D + 1D děleno (z neznámých důvodů) 2 = 2,5D. Celý útvar se tká na speciálním stroji v jednom sledu, vzájemná vzdálenost obou vnějších vrstev může být proměnlivá.[4]